# Angoli nel cielo
Angoli nel cielo è il ventottesimo e ultimo album in studio del cantautore italiano Lucio Dalla, pubblicato il 6 novembre 2009.

## Descrizione
Il disco contiene 10 canzoni tra le quali: La lucciola, Broadway e Fiuto (cantata da Dalla con Toni Servillo).
La copertina e il progetto grafico dell'album sono realizzate da Valerio Berruti.

## Tracce
1. Angoli nel cielo – 3:22 (L. Dalla, B. Mariani, M. Alemanno)
2. Questo amore – 4:28 (L. Dalla, P. Piermattei)
3. Puoi sentirmi? – 4:55 (B. Mariani, L. Dalla)
4. La lucciola – 4:32 (L. Dalla, M. Alemanno)
5. Broadway – 4:14 (L. Dalla, M. Alemanno, R. Costa)
6. Vorrei sapere chi è – 4:07 (B. Mariani, L. Dalla)
7. Cosa mi dai – 3:38 (L. Dalla)
8. Gli anni non aspettano – 4:20 (L. Dalla, B. Mariani, M. Alemanno, D. Cofferati)
9. Fiuto (con Toni Servillo) – 4:01 (L. Dalla)
10. Controvento – 3:40 (L. Dalla, R. Costa)

## Formazione
- Lucio Dalla – voce e tastiera
- Bruno Mariani – chitarra acustica ed elettrica, cori
- Fabio Coppini – pianoforte e tastiera
- Gionata Colaprisca – percussioni
- Paolo Piermattei – chitarra e cori
- Michel Barros Besson – charango
- Roberto Costa – basso, cori e tastiera
- Maurizio Dei Lazzaretti – batteria
- Anton Berovski – violino
- Mauro Malavasi – tromba
- Iskra Menarini, Marco Alemanno – cori